# Бронекуполна батарея
Бронекуполна батарея – дълговременно отбранително съоръжение, въоръжено с куполна артилерия. Използват се от края на 19 век до края на 20 век като елемент на крепостните укрепления или бреговата отбрана.
В СССР бронекуполните батареи, в частност, влизат в системата на Севастополския укрепен район и в системата на бреговата отбрана на Владивосток.
По време на студената война на остров Öja, разположен в Ботническия залив, е построен оръдеен комплекс за защита от възможен съветски десант (на илюстрацията). Комплексът се състои от многоетажен подземен бункер, скрит в гранитнитните скали, 38 куполни оръдия с калибър 120 mm с далечина на стрелбата до 27 km, и издържащ на ядрен удар до 100 килотона.